# Piet Stoffelen
Pieter Reinhard (Piet) Stoffelen (Oldenzaal, 14 september 1939 – Sassenheim, 5 augustus 2011) was een Nederlands politicus.

## Leven en werk
Stoffelen studeerde na zijn gymnasiumopleiding Nederlands Recht aan de Rijksuniversiteit Utrecht, waar hij in 1962 afstudeerde. Van 1964 tot 1967 was hij ambtenaar van de gemeente Enschede. In 1967 werd hij stafmedewerker van de Wiardi Beckman Stichting. Van 1969 tot 1973 was Stoffelen lid van de gemeenteraad van Ouder-Amstel voor de PvdA.
Op 11 mei 1971 werd hij lid van de Tweede Kamer der Staten-Generaal, wat hij bleef tot 17 mei 1994. Als eerste stelde hij daar, kort voor zijn afscheid, de kwestie aan de orde die zich zou ontwikkelen tot de IRT-affaire: het gecontroleerd doorlaten door de politie van grote hoeveelheden softdrugs in de hoop zo zicht te krijgen op de criminele organisaties die de internationale drugshandel beheersten.
Op 3 september 1996 werd Stoffelen lid van de Eerste Kamer der Staten-Generaal, tot 8 juni 1999. Hij was van 1976 tot 1981 voorzitter van de bijzondere commissie voor de wetsvoorstellen inzake de grondpolitiek. Voorts was hij tot 1994 voorzitter van de juridische commissie van de Raadgevende Vergadering van de Raad van Europa. Hij was tevens in 1998 en 1999 voorzitter van de vaste commissie voor Binnenlandse Zaken en Hoge Colleges van Staat van de Eerste Kamer.
Stoffelen bekleedde een groot aantal nevenfuncties. Hij was onder meer lid van het hoofdbestuur (1979-1980) en van de raad van toezicht (1980-1985) van de VARA. Hij was lid van de Nederlandse delegatie naar de CVSE-Assemblée (Helsinki, 1993 en Wenen, 1994). Hij was in 1999 gedurende vijf maanden voorzitter van de Raadgevende Interparlementaire Beneluxraad.
In 1983 werd Stoffelen benoemd tot ridder in de Orde van de Nederlandse Leeuw. In 1994 werd hij commandeur in de Orde van Oranje-Nassau. Ook was hij commandeur in de Orde van Isabel la Católica.
Stoffelen was gehuwd en had twee kinderen. Hij overleed in augustus 2011 op 71-jarige leeftijd in Sassenheim.
- Biografisch Portaal: 22011877
- Digitale Bibliotheek voor de Nederlandse Letteren: stof015
- International Standard Name Identifier: 0000 0003 9579 3594
- Nederlandse Thesaurus van Auteursnamen: 068004737
- Parlement.com: vg09llfgrfyh
- Virtual International Authority File: 290545263
- WorldCat: E39PBJkMFpCX43KJ36xpMFRqcP